# Polskie przekłady Psalmów
Polskie przekłady Psalmów należały do najczęstszych tłumaczeń ksiąg Biblii w Polsce.

## Lista przekładów
Tabela przedstawia listę wszystkich wydanych przekładów Księgi Psalmów na język polski. Opisy poszczególnych pól:
- autor – autor przekładu
- samodzielne wydanie – tak: przekład był wydany osobno i samodzielnie; nie: przekład był częścią większego wydania
- nazwa – nazwa przekładu lub wydania, w którego skład wchodził
- rok pierwszego wydania
- tekst źródłowy, który posłużył do tłumaczenia: Wulgata, Septuaginta, tekst masorecki lub Psalterium Pianum (łaciński przekład tekstu masoreckiego z 1945).

| Autor                                       | Samodzielne wyd. | Nazwa                                                                                                | Rok            | Tekst źródłowy                                    |
| nieznany                                    | T                | Psałterz floriański                                                                                  | 1395-1405      | Wulgata                                           |
| nieznany                                    | T                | Psałterz puławski                                                                                    | XV w.          | Wulgata                                           |
| nieznany                                    | T                | Psałterz krakowski                                                                                   | 1470           | Wulgata                                           |
| Walenty Wróbel z Poznania                   | [ a ]            | Żołtarz Dawida proroka                                                                               | 1528           | Wulgata                                           |
| Mikołaj Rej                                 | T                | Psałterz Dawidów                                                                                     | 1546           | Wulgata                                           |
| Jakub Lubelczyk                             | T                | Psałterz Dawida                                                                                      | 1558           | Wulgata                                           |
| nieznany                                    | N                | Biblia Leopolity                                                                                     | 1561           | Wulgata                                           |
| zespół autorów                              | N                | Biblia brzeska                                                                                       | 1563           | tekst masorecki                                   |
| Jan Kochanowski                             | T                | Psałterz Dawidów                                                                                     | 1579           | Wulgata                                           |
| Szymon Budny                                | N                | Biblia nieświeska                                                                                    | 1582           | tekst masorecki                                   |
| Paweł Milejewski                            | T                | Psalmy Dawidowe                                                                                      | 1587           |                                                   |
| Jakub Wujek                                 | T                | Psałterz Dawidów                                                                                     | 1594           | Wulgata                                           |
| Jakub Wujek                                 | N                | Biblia Jakuba Wujka                                                                                  | 1599           | Wulgata                                           |
| Maciej Rybiński                             | T                | Psalmy Dawidowe                                                                                      | 1605           |                                                   |
| Salomon Rysiński                            | T                | Niektóre psalmy Dawidowe                                                                             | 1614           |                                                   |
| Daniel Mikołajewski                         | N                | Biblia gdańska                                                                                       | 1632           | tekst masorecki                                   |
| Franciszek Karpiński                        | T                | Psałterz Dawida                                                                                      | 1806           | Wulgata + Kochanowski                             |
| Bazyli Popiel P. Grodziski                  | T                | Krótki wykład Psalmów Dawidowych                                                                     | 1806           | włoski przekład francuskiej parafrazy             |
| Paweł Byczewski                             | T                | Psalmy Dawida przełożone dosłownie z osnowy języka hebrajskiego                                      | 1854           | tekst masorecki                                   |
| Bolesław Goetze                             | N                | Nowy Testament i Psalmy w przekładzie Bolesława Goetze                                               | ok. 1860       | tekst masorecki                                   |
| Kazimierz Bujnicki                          | T                | Psałterz Dawidowy przełożony wierszem polskim                                                        | 1878           | Wulgata                                           |
| Izaak Cylkow                                | [ j ]            | Psalmy                                                                                               | 1884           | tekst masorecki                                   |
| Kazimierz Buczkowski                        | T                | Psalmy Dawida na język polski wierszem przełożone                                                    | 1884           | Wulgata                                           |
| Albin Symon                                 | T                | Psałterzyk do użytku modlących się                                                                   | 1906           | tekst masorecki                                   |
| Jan Wiśniewski                              | T                | Psałterz                                                                                             | 1917           | wolny przekład wierszowany                        |
| Jan M. Michał Kowalski                      | N                | Księga Psalmów Dawidowych, w: Biblia mariawicka                                                      | 1925           | Wulgata + tekst masorecki                         |
| Fryderyk T. Aszkenazy                       | T                | Chwała Boża (Psałterz Dawidowy), ks. 1–5                                                             | 1927           | tekst masorecki                                   |
| Józef Archutowski                           | T                | Egzegeza psalmów wraz z przekładem                                                                   | 1928           | brak informacji                                   |
| Józef Kruszyński                            | [ n ]            | Księga Psalmów, przekład z oryginału hebrajskiego                                                    | 1936           | tekst masorecki                                   |
| Mikołaj Biernacki                           | T                | Księgi Psalmów i Pieśni nad pieśniami                                                                | 1937           | Wulgata i tekst masorecki                         |
| Jan Szeruda                                 | T                | Księga Psalmów. Z języka hebrajskiego na nowo przełożył i z tłumaczeniem polskim z 1632 porównał.    | 1937           | tekst masorecki                                   |
| Leopold Staff                               | T                | Księga Psalmów                                                                                       | 1937           | Wulgata                                           |
| Aleksy Klawek                               | T                | Psalmy z Wulgaty w formie modlitewnika                                                               | 1938           | Wulgata                                           |
| Franciszek Mirek                            | T                | Psałterz Rzymski : stopięćdziesiąt Psalmów według wydania watykańskiego z r. 1945 do użytku wiernych | 1946           | Psalterium Pianum                                 |
| Stanisław Wójcik                            | T                | Księga Psalmów oraz pieśni biblijne brewiarza rzymskiego                                             | 1947           | Psalterium Pianum                                 |
| Adolf Tymczak                               | T                | Księga Psalmów i pieśni brewiarzowe                                                                  | 1947           | Psalterium Pianum                                 |
| Benedyktyni Tynieccy                        | N                | Biblia Tysiąclecia, wydanie I                                                                        | 1965           | Psalterium Pianum                                 |
| Roman Brandstaetter                         | [ j ]            | Przekłady biblijne z języka hebrajskiego: Psałterz                                                   | 1968           | tekst masorecki                                   |
| Augustyn Jankowski i Lech Stachowiak        | N                | Biblia Tysiąclecia, wydanie II zm.                                                                   | 1971           | tekst masorecki                                   |
| Konrad Marklowski, Michał Stolarczyk        | N                | Biblia poznańska                                                                                     | 1973           | tekst masorecki                                   |
| zespół biblistów                            | N                | Biblia warszawska                                                                                    | 1975           | tekst masorecki                                   |
| Marek Skwarnicki                            | T                | Psalmy-Kantyki. Układ według liturgii godzin.                                                        | 1976           | Biblia Tysiąclecia – adaptacja                    |
| Wojciech Bąk                                | T                | Psalmy Dawidowe oraz Pieśni Brewiarza Rzymskiego                                                     | 1979           | Wulgata                                           |
| Czesław Miłosz                              | [ j ]            | Księga Psalmów                                                                                       | 1979           | tekst masorecki                                   |
| Władysław Borowski                          | T                | Psalmy. Komentarz biblijno-ascetyczny                                                                | 1983           | tekst masorecki                                   |
| Jadwiga Stabińska                           | T                | Psałterz poetycki                                                                                    | 1986           | Przekład Marka Skwarnickiego – adaptacja poetycka |
| Anna Kamieńska                              | T                | Do źródeł Psalmy i inne przekłady poetyckie                                                          | 1988           | brak informacji                                   |
| Stanisław Łach                              | T                | Księga Psalmów: Wstęp – przekład z oryginału – komentarz – ekskursy                                  | 1990           | tekst masorecki                                   |
| Harry Duda                                  | T                | Psalmy Dawida wierszem przez Harry’ego Dudę; zbiory I-VI                                             | 1992           | ?                                                 |
| Antoni Tronina                              | T                | Psałterz Biblii Greckiej                                                                             | 1996           | Septuaginta                                       |
| Kazimierz Romaniuk                          | N                | Biblia warszawsko-praska                                                                             | 1997           | tekst masorecki                                   |
| zespół tłumaczy                             | N                | Przekład Nowego Świata                                                                               | 1997           | PNS w jęz. angielskim                             |
| zespół tłumaczy                             | N                | Nowa Biblia gdańska                                                                                  | lata 90. XX w. | Biblia gdańska, Przekład Cylkowa, Septuaginta     |
| Alfred Tschirschnitz                        | N                | Biblia Ekumeniczna                                                                                   | 2001           | tekst masorecki                                   |
| Bohdan Drozdowski                           | T                | Psalmy Króla Dawida                                                                                  | 2003           | brak informacji                                   |
| zespół tłumaczy                             | N                | Biblia Paulistów                                                                                     | 2005           | tekst masorecki z uwzględnieniem Septuaginty      |
| Piotr Zaremba                               | N                | Nowe Przymierze i Psalmy                                                                             | 2012           | tekst masorecki z uwzględnieniem Septuaginty      |
| Anna Horodecka i Jurij Gołowanow z zespołem | T                | Księga Psalmów. Nowy Przekład Dynamiczny                                                             | 2012           | tekst masorecki                                   |
| Remigiusz Popowski                          | N                | Septuaginta w przekładzie Remigiusza Popowskiego                                                     | 2013           | Septuaginta                                       |
| Henryk Paprocki                             | T                | Psałterz z modlitwami za żywych i zmarłych                                                           | 2017           | Septuaginta                                       |

Tabela nie zawiera modernizacji tekstów Biblii Wujka, której do początków XX wieku dokonywali liczni autorzy. M.in. J. Kruszyński (1909), E. Górski (1915), W. Michalski (1926), Stanisław Styś (1935). Jako samodzielne wydania ukazywały się również tłumaczenia psalmów z  Biblii brzeskiej (1564), Biblii Leopolity (1579) i Biblii gdańskiej (1633). Ponadto wydawane były tłumaczenia lub parafrazy pojedynczych psalmów (na przykład Mikołaja Sępa Szarzyńskiego), wybory psalmów zaczerpnięte z różnych tłumaczeń oraz psalmy zawarte w modlitewnikach, kancjonałach i katechizmach.
Na przełomie XIX i XX w. Władysław Nehring oraz Aleksander Brückner, opierając się na wzmiance w żywocie św. Kingi, sformułowali hipotezę, że pod koniec XIII w. istniał w jej otoczeniu przekład psalmów na język polski, nazwany hipotetycznie Psałterzem św. Kingi. Późniejsze psałterze, jak Psałterz puławski czy Psałterz floriański, miałyby wywodzić się z tego pierwszego tłumaczenia. Psałterz św. Kingi byłby więc najstarszym tłumaczeniem psalmów na język polski. Jednak hipoteza o istnieniu takiego przekładu nie jest potwierdzona innymi dowodami.